# ディズニー・ハリウッド・スタジオ
ディズニー・ハリウッド・スタジオ（英語：Disney's Hollywood Studios、略称：DHS）は、アメリカ合衆国フロリダ州オーランドのウォルト・ディズニー・ワールド・リゾートにある4つのディズニーパークの内の1つである。

## 概要
「ウォルト・ディズニー・ワールド・リゾート」に1989年5月1日に開園した、映画をテーマにしたディズニーパーク。同リゾートで3番目のディズニーパークである。
日本の千葉県浦安市にも本パークをモデルにしたディズニーパークを建設することが検討されていたが、1991年に日本側のディズニーパーク運営会社であるオリエンタルランドとウォルト・ディズニー・カンパニーとの間で計画が見直されることになり、2001年9月に東京ディズニーシーとして開園した。

## 沿革
- ウォルト・ディズニー・イマジニアリング内のマーティー・スカラー率いるチームは、ウォルト・ディズニー・ワールドのエプコットに新しいパビリオンを造る案をマイケル・アイズナーに報告する。するとそこで、既にあるパークに造るのでは無く、新しくハリウッドやショービジネスをテーマとしたパークを造ることを提案される。
- 1985年、アメリカの大手メディア会社MGM（Metro-Goldwyn-Mayer）社とウォルト・ディズニー・カンパニーとの間で、ディズニー社が将来建設予定の映画に関したテーマパークにMGMの名称とロゴを使用することを許諾する契約を締結する。これを受けて、ディズニー社は「ディズニー・MGM・スタジオ」計画に着手。
- 1988年、ディズニー社の計画が、フロリダにテーマパークと併設して映画やテレビ番組などを制作するスタジオや衛星アニメスタジオも設置するものであること、また、これらの施設をパークに先行してオープンする予定であることが判明。これを知ったMGM社は、それらにMGMブランドを使用することは契約違反であるとしてディズニー社を提訴。
- 1989年5月1日、訴訟が継続する中、ディズニー社は当初の予定通り「ディズニー・MGM・スタジオ」をグランドオープン。
- これを受けてMGM社は、ディズニー社に対抗する形でラス・ベガスにMGMの名称を冠した新たなテーマパークの建設を発表。これに対してディズニー社は、このパークの建設が1985年の契約に違反するとしてMGM社と同パークの建設運営会社MGM Grand社を逆提訴。
- 1992年10月23日、カリフォルニア州最高裁は、ディズニー社には、スタジオ施設部分も含めてパーク全体について今後も「ディズニー・MGM」の名称を使用する権利があり、一方、MGM側が建設している新パークでも、ディズニーのパークと同一の主題をテーマとしない範囲において、MGMの名称とロゴを使用できるとする判決を下した。
- 1993年、ラスベガスに「MGM・グランド・アドベンチャーズ・テーマパーク」（MGM Grand Adventures Theme Park）がグランド・オープン。
- 2000年9月4日、「MGM・グランド・アドベンチャーズ・テーマパーク」が経営難のため閉鎖。なお、この頃にはディズニー社は、MGMの名称使用を控えるようになっており、例えば同社の作成する「free Walt Disney World vacation-planning kit」などでは、パークの名称を単に「Disney Studios」と記載するなどしていた。
- 2007年8月9日、ウォルト・ディズニー・ワールド・リゾートは、パークの名称変更を発表。
- 2008年1月7日、パークの名称が正式に現在の「ディズニー・ハリウッド・スタジオ」に変更される
- 2020年3月15日、2019新型コロナウイルスによる流行で、パークの一時閉園を決定[2]。

## 施設
ディズニー・ハリウッド・スタジオは、以下の7つの「テーマエリア」で構成されている。

### ハリウッド・ブールバード
ハリウッド・ブールバードは、パーク全体のエントランスとなるテーマエリアで、ショップやレストランなどが多く立ち並んでおり、ディズニーランド型のテーマパークにおけるメインストリートUSA（東京ディズニーランドではワールドバザール、上海ディズニーランドではミッキー・アベニュー）のような役割を果たしている。ロサンゼルスにある通りをモチーフにしており、メインゲートはパン・パシフィック・オーディトリアムをイメージしている。なお、パン・パシフィック・オーディトリアムは、パークオープンの3週間後である1989年5月24日に火事で焼け落ちてしまった。チャイニーズシアターを模した建物内部には長年「ザ・グレート・ムービー・ライド」というアトラクションが位置していたが、2017年8月で終了。後継アトラクションとしてミッキーマウスをテーマにしたアトラクション、『ミッキーとミニーのランナウェイ・レイルウェイ』を2020年3月4日にオープン。

### エコー・レイク
エコー・レイクは、小さな楕円形の人造湖と、その周辺のアトラクション群によって形成されるテーマエリア。人気映画シリーズの『スター・ウォーズ』『インディ・ジョーンズ』をテーマにしたアトラクションがあり、また1950年代のSF映画をテーマとした、レストランもこのエリアにある。また、人造湖には1914年に作られた世界最初のアニメーション『恐竜ガーティー（Gertie the Dinosaur）』を基にした恐竜の像があり、内部はアイスクリームショップになっている。

### グランドアベニュー
グランドアベニューは、マペットをテーマとしたテーマエリアであったマペッツ・コートヤードを改名したテーマエリア。元々は「マペット・スタジオ」として、ライド型のアトラクションが造られる予定だったが、結果としてシアター型のマペットビジョン3Dが造られることとなった。以前までここはストリーツ・オブ・アメリカというエリアの一部であったが、他のテーマエリア開発のため、マペッツ・コートヤードのエリアだけを残して2016年4月2日にクローズした。
2024年11月22日、マペッツ・コートヤードのエリアを映画「モンスターズ・インク」をテーマにしたエリアにリニューアルすると発表。クローズ日は2025年6月7日。

### アニメーション・コートヤード
アニメーション・コートヤードは、ウォルト・ディズニー・アニメーション・スタジオなどの映画やキャラクターらをテーマにした、エントランスの「スタジオ・アーチ」が印象的なテーマエリア。スター・ウォーズをテーマとしたスター・ウォーズ・ローンチ・ベイや、リトル・マーメイドやディズニージュニアのキャラクターのショーがある。またミッキー・アベニューと呼ばれているエリアでは、ディズニーパークの舞台裏を知ることが出来る。

### サンセット・ブールバード
サンセット・ブールバードは、1994年に行われた最初の拡張でできたテーマエリア。ロサンゼルスにある同名の道路をテーマとしている。タワー・オブ・テラーやロックンローラー・コースターなどの激しいアトラクションや、ファンタズミック!などのショーもこのエリアで観ることが出来る。「ライトニング・マックィーン：レーシング・アカデミー」の後継ショーとしてディズニー・ヴィランズをテーマとした「ディズニー・ヴィランズ・アンフェアリー・エバー・アフター」を2025年5月27日からオープン。

### トイ・ストーリーランド
2015年8月、スタジオ・バックロットツアーの跡地に新エリア「トイ・ストーリーランド」を建設することを発表した。このエリアではディズニー・ピクサー映画『トイ・ストーリー』に登場するアンディの家の裏庭の世界が再現され、スリンキーの背中に乗るファミリー向けのローラーコースターの建設や、既存のトイ・ストーリー・マニア!のコースも拡張。また、現在ピクサー・プレイスに入口があるトイ・ストーリー・マニア!の拡張、入り口の変更も行われる。これに伴い、ピクサー・アニメーション・スタジオをテーマにしたテーマエリアであり、もともとはアニメ制作施設だったピクサー・プレイスは吸収される形となった。
2016年4月3日に工事は始め、2018年6月30日に完成した。おもちゃいっぱいの世界「トイ・ストーリーランド」には、ディズニーパークでは初登場となる新作ローラーコースターなど2つのライドアトラクションと、クイックサービスのレストランが新登場。また、人気の既設アトラクション「トイ・ストーリー・マニア」もリニューアルした。

### スター・ウォーズ:ギャラクシーズ・エッジ
2015年8月にスター・ウォーズのテーマエリアを建設することを発表した。公表されたアトラクションは2つで、1つはあの「ミレニアム・ファルコン」に乗り、銀河をハイスピードでめぐるというもの、もう1つはゲストが銀河戦争の兵士として戦いに参加できるものである。2017年7月、エリア名を『Star Wars: Galaxy’s Edge』とすることが発表された。2019年8月に一部施設がオープンした。

## エンターテイメント
ファンタズミック!

1998年10月15日より、サンセット・ブールバードにて公演が開始された。
スター・ウォーズ・ギャラクティック・スペクタキュラー
スター・ウォーズをテーマとした花火のショー。2016年6月17日よりハリウッド・ブールバードで公演されている。

## 今後の計画
- 2024年8月10日のD23にて、映画「モンスターズ・インク」をテーマとしたエリアを建設予定と発表。2024年11月22日、マペッツ・コートヤードのエリアを映画「モンスターズ・インク」をテーマにしたエリアにリニューアルすると発表[13]。アトラクションにはディズニーパーク初となる吊り下げ式ローラーコースターが含まれる予定。2025年から工事予定。[14]
- ロックンローラー・コースターを従来のエアロスミスからマペッツをテーマにしたものにリニューアル予定。